# سیارک ۶۱۸۴
سیارک ۶۱۸۴ (به انگلیسی: 6184 Nordlund، نامگذاری:1987UQ3) شش هزار و صد و هشتاد و چهارمین سیارک کشف شده‌است که در ۲۶ اکتبر ۱۹۸۷ کشف شد.
قدر مطلق سیارک برابر ۲۸.۲ است.